# Lasioglossum magdalena
Lasioglossum magdalena är en biart som först beskrevs av Baker 1906.  Lasioglossum magdalena ingår i släktet smalbin, och familjen vägbin. Inga underarter finns listade i Catalogue of Life.